# Umberto Camozzo
Umberto Camozzo (Milano, 5 giugno 1918 – ...) è stato un calciatore italiano, di ruolo centrocampista.

## Carriera
Dopo aver vestito la maglia della Muranese, dal 1939 al 1942 ha giocato in Serie C con la Mestrina; nella stagione 1942-1943 ha giocato 2 partite in Serie A con il Venezia, mentre durante la Divisione Nazionale 1943-1944 ha vestito nuovamente la maglia del Mestre, giocando 10 partite senza mai segnare. Ha poi disputato un campionato di Prima Divisione nella Conterie Murano, in cui già aveva giocato a livello giovanile.